# Dugesia tiberiensis
Dugesia tiberiensis là một loài giun dẹp sống ở vùng nước ngọt và lợ của Israel.
Kể từ khi loài được mô tả, chúng đã được xem là loài nghi ngờ.

## Phân bố

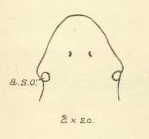

Các mẫu gốc D. tiberiensis được phu thập từ ba địa điểm gần hồ Tiberias, Israel.